# Legforus
Legforus (n. ? - d. 1200) sau Zegforus a fost un voievod al Transilvaniei intre 1199 și 1200.